# Dundee Wanderers Football Club
Ne doit pas être confondu avec Dundee Football Club ou Dundee United Football Club.
Maillots
Dundee Wanderers Football Club est un ancien club de football écossais basé à Dundee et qui a été actif entre 1885 et 1913, membre de la Scottish Football League pour la saison 1894-95.

## Histoire
Le club a été créé en 1885, né d'une scission au sein du club Dundee Our Boys F.C. (en) (qui lui-même fusionnera 8 ans plus tard avec Dundee East End F.C. (en) pour former Dundee Football Club). Ils jouaient alors au Morgan Park mais en 1891, ils fusionneront avec Strathmore F.C. (en) pour former Johnstone Wanderer F.C. et jouèrent alors au Clepington Park. Ils changeront de nom en janvier 1894 pour devenir Dundonians F.C. et demandèrent alors leur intégration à la Scottish Football League. 
Celle-ci fut acceptée mais Dundee Football Club s'opposa à leur dénomination, et ils changèrent de nouveau pour s'appeler Dundee Wanderers F.C. à partir de juin 1894, nom sous lequel ils effectuèrent leur saison en Scottish Football League et qu'ils garderont jusqu'à leur disparition en 1913.
Ils jouèrent leur saison 1894-95 en Division 2 mais celle-ci fut difficile car ils perdirent le droit de jouer au Clepington Park (ancien nom de Tannadice Park) entre l'été et décembre 1894. Durant cette période, ils jouèrent leurs matches à domicile East Dock Street Park. Ils terminèrent le championnat 9e sur 10 et ne furent pas réélus pour continuer à jouer dans la Scottish Football League. Ils obtinrent à cette occasion un record, toujours valable, celui de la plus grosse défaite : 1-15 contre Airdrieonians.
Ils rejoignirent alors la Northern League (en) dont ils furent champions en 1900. Mais ils perdirent de nouveau le droit d'utiliser Clepington Park en 1909, dorénavant alloué à Dundee Hibernian, qui allait devenir Dundee United. Incapable de retrouver un autre stade, ils jouèrent toute la saison suivante leurs matches à domicile sur le terrain de leurs adversaires, et durent même renoncer à participer à la Northern League (en) leur de la saison 1910-11.
Ayant réussi à trouver un stade, le St Margaret's Park, à Lochee (en), ils purent réintégrer la Northern League (en) pour la saison 1911-12, qui fut leur dernière véritable avant leur disparition. Ils jouèrent un dernier match de Coupe d'Écosse le 7 septembre 1912, une défaite 0-8 contre Arbroath et leur tout dernier match eut lieu le 15 mars 1914, une défaite 1-6 en demi-finale de la Forfarshire Cup (en).